# 斉藤光洋
斉藤 光洋（さいとう みつひろ、1998年〈平成10年〉5月19日）は、日本の俳優、モデルである。
株式会社エムケイプロ所属。
現在では、Sexy Zone 佐藤勝利主演ドラマプレミア２３『赤いナースコール』やテレビ東京『警視庁強行犯・樋口顕 Season 2』などにキャスト出演を果たし、活動の幅を広げている。

## 略歴
原宿・竹下通りでスカウトされ、芸能活動を開始。代表作「地獄少女」や「艶ステ」など数多くの脚本演出を手掛けた鄭光誠（ちょん・がんそん)の舞台より、2020年3月『チェンジオブワールド2020』で鈴木優役で俳優デビューを飾る。
men'spopteen専属モデルオーディションでは、決勝進出を果たし、最終６位と高成績で幕を閉じた。
学業専念により、約１年ほど芸能活動から離れていた。
復帰後、SHOWROOMにて、ROOPTOKYOvol.8アンバサダーオーディションにてグランプリを獲得し、現在the north faceといったブランドのモデルも俳優とともに活動している。

## 出演
舞台
- 2020年3月：『チェンジオブワールド2020』鈴木優役[2]
- 2021年2月：『アオノセカイ』※コロナウイルスの感染拡大により中止[3]
- 2021年3月：『豪華版男おいらん朗読劇』嵐岡之介役[4]
- 2022年3月：『優しい魔法のとなえ方2022』神崎ヒロト役（準主演）※コロナウイルスの感染拡大により中止[5]

ドラマ
- 2022年8月：ドラマプレミア23『赤いナースコール』セクシー刑事の犯人役[6]（10話）捜査員役[7]（12話）、（4話、5話、10話チャイコフスキー犯人役）[8][9]
- 2022年8月：テレビ東京『警視庁強行犯係・樋口顕 Season 2』波花の父役[10]
- 2022年8月：Paraviドラマ『-50kgのシンデレラ』レギュラー社員役（２話以降）[11]
- 2022年9月：TVK【かながわDreamers】LOVEリサイクル 田中優斗役（主演）[12]
- 2022年11月：TOKYOMX『デブとラブと過ちと』 レギュラー社員役[13]
- 2022年11月：TBS『私のシてくれないフェロモン彼氏』レギュラー社員役[14]
- 2022年11月：TVK【かながわDreamers】Wライヤーズ 天堂卓役（主演）[15]
- 2023年1月：テレビ東京『夫を社会的に抹殺する５つの方法』男性役[16]
- 2023年6月：MBS『4月の東京は...』レギュラー社員役[17]
- 2023年6月：『それでも私にとってかけがえのない恋で』同級生役（サブキャスト）[18][19][20][21]

映画
- 『ウルトラマンデッカー最終章 旅立ちの彼方へ…』訓練生役[22]

モデル
- 2020年：第2回 Men's Popteen ファイナリスト（最終6位）
- 2021年：『ROOPTOKYO』vol.8 グランプリ & アンバサダー
- 2021年：『THE NORTH FACE』ZOZOTOWNモデル掲載
- 2022年：Asia Pop Culturer Festival Zepp Namba [23]

バラエティー
- 2021年1月：『ADEL33』ニヒル役
- 2023年2月：『全力！脱力タイムズ』ゲスト出演[24][25]